# Пентюхов (хутор)
Пентюхов — хутор в Шовгеновском муниципальном районе Республики Адыгея России. Входит в состав Дукмасовского сельского поселения.

## География
Стоит на запруде реки Медовки, вблизи её впадения в реку Гиагев соседнем хуторе Тихонов.
Уличная сеть слаборазвита.  Озёрная улица - по географической реалии.

## Население
| 2002 | 2010 | 2013 | 2014 | 2015 | 2016 | 2017 |
| ---- | ---- | ---- | ---- | ---- | ---- | ---- |
| 83   | ↗114 | →114 | ↘113 | ↘104 | ↗112 | ↗114 |
| 2018 | 2019 | 2020 | 2021 | 2023 | 2024 |      |
| ↘111 | ↘103 | ↗104 | ↘101 | ↗117 | ↗119 |      |

## Инфраструктура
Личное подсобное хозяйство с зоной сельскохозяйственного использования, индивидуальная застройка усадебного типа.

## Транспорт
Остановка общественного транспорта в пешей доступности.